# Liste der Monuments historiques in Le Chesnay-Rocquencourt
Die Liste der Monuments historiques in Le Chesnay-Rocquencourt führt die Monuments historiques in der französischen Gemeinde Le Chesnay-Rocquencourt auf.

## Liste der Bauwerke

### Rocquencourt
| Bezeichnung                   | Beschreibung | Standort | Kennzeichnung | Schutzstatus | Datum | Bild |
| ----------------------------- | ------------ | -------- | ------------- | ------------ | ----- | ---- |
| Park des ehemaligen Schlosses |              | (Lage)   | PA00087591    | Inscrit      | 1946  |      |

## Liste der Objekte
- Monuments historiques (Objekte) in Le Chesnay in der Base Palissy des französischen Kultusministeriums